# Володимирська, 40/2
Будинок № 40/2 (Кам'яниця з вежами) — один із київських прибуткових будинків. Розташований між вулицями Володимирською, Ярославовим Валом і Золотоворітською.
За визначенням дослідників, кам'яниця — яскрава споруда в історичній частині міста поблизу Золотих воріт.
Наказом Міністерства культури України № 912/0/16-11 від 21 жовтня 2011 року внесена до реєстру пам'яток історії й архітектури місцевого значення (охоронний номер 16-Кв).

## Історія ділянки

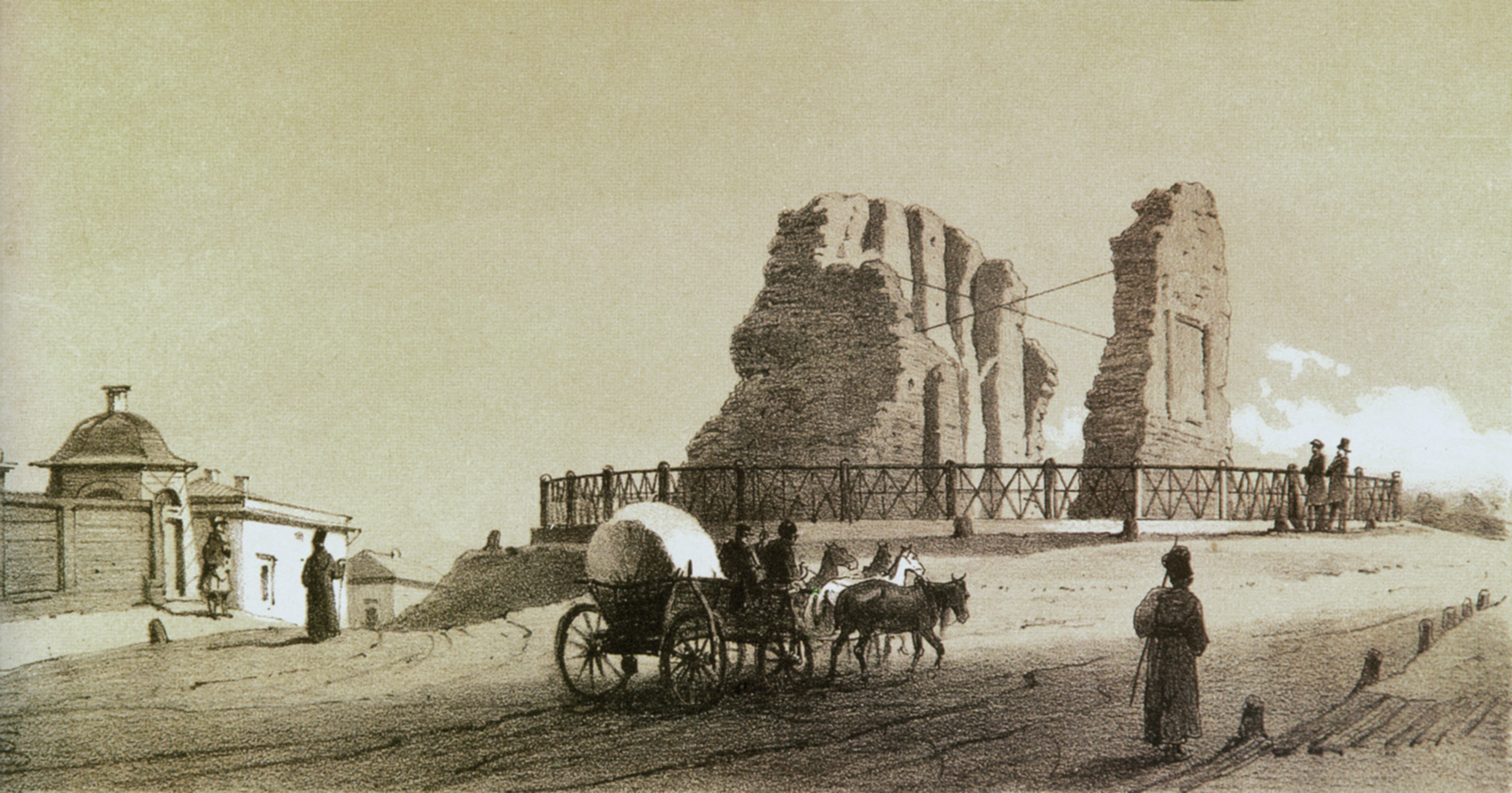
Золоті ворота, ріг Ярославового Валу та вулиці Золотоворітської (літографія Василя Тімма, 1858)

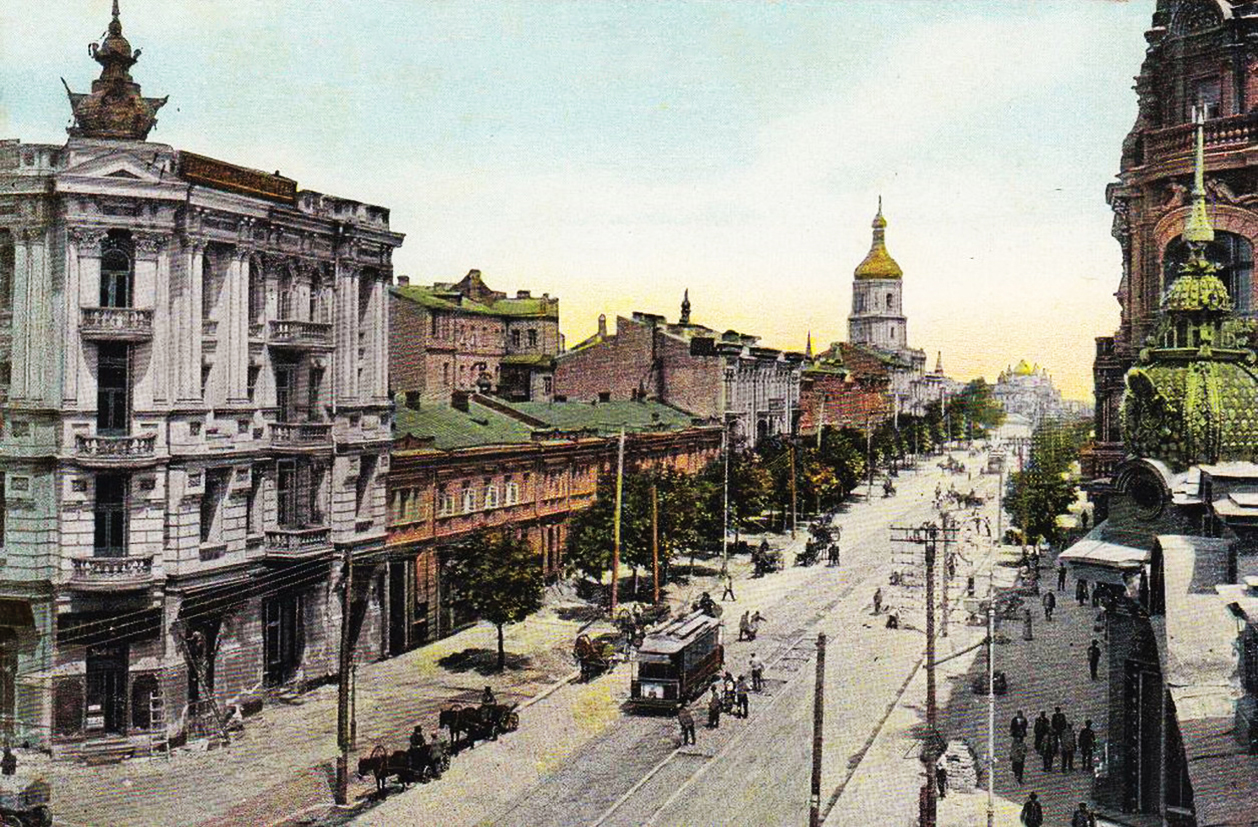
Будинок № 40/2 (ліворуч)

1898 року будинок спорудили за проєктом київського архітектора Олександра Кривошеєва.
У 1907—1910 роках приміщення займала приватна чоловіча гімназія. У ній була облаштована Олексіївська православна молитовня. 1910 року в будівлі відкрили кінотеатр. На першому поверсі розміщувались вісім крамниць, а в 1930-х роках з боку Ярославового Валу ще й цирульня.
Уздовж будинку пролягав трамвайний маршрут № 4.
1922 року будівлю націоналізували більшовики.
У 1990-х роках будинок капітально реконструювали.
У цілому зовнішній вигляд кам'яниці задовільний. Лише фасад із боку Золотоворітської вулиці псує засклений балкон верхнього поверху.

## Архітектура
Кам'яниця — чотириповерхова, цегляна, двосекційна, П-подібна у плані. Наріжжя з боку Ярославового Валу і
Золотоворітської вулиці зрізані. На кожному поверсі біля сходових кліток містилось по дві квартири. Будинок мав парадний вхід і чорний хід, а також льохи.
Архітектура оформлена у стилі неоренесансу з елементами необароко. Наріжжя увінчували дві барокові вежі, характерні для київської архітектури зламу ХІХ—ХХ сторіч. У другій половині ХХ сторіччя їх було втрачено. Одну з них відновили 1994 року.
На нижньому поверсі — великі вітрини. Другий поверх оздоблений рустом. Третій і четвертий поверхи прикрашають спарені колони корінфського і пілястри доричного ордерів.
Напівкруглі і прямокутні балкони огороджені ажурними ґратами. Площини стін орнаментовані ліпним декором.
Карниз оздоблений меандровим фризом і спареними кронштейнами з декоративним акантовим листям.

## Галерея

Історичні світлини кам'яниці
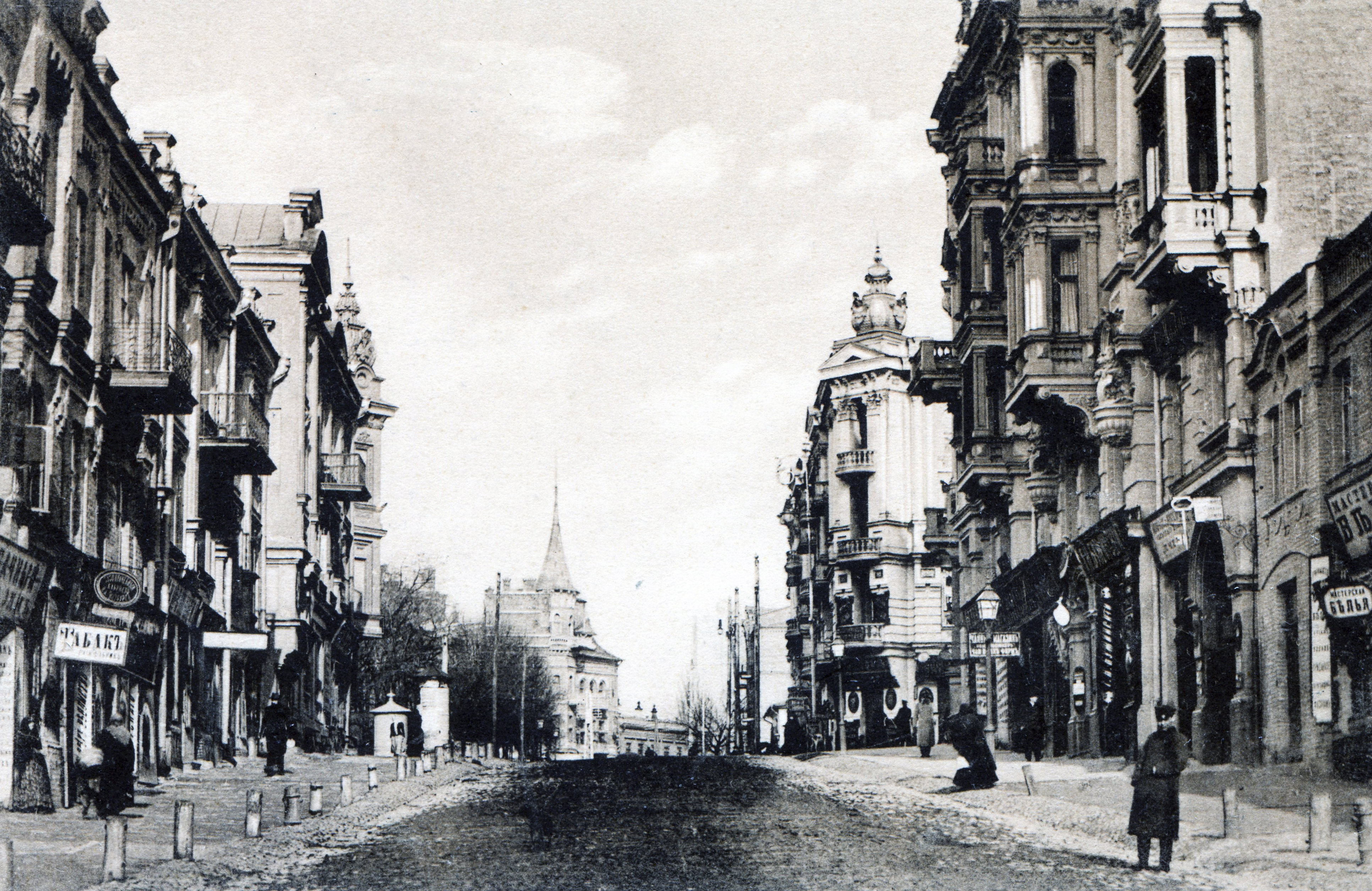
Будинок із вежею (праворуч угорі), фото з боку Прорізної вулиці, 1900–ті
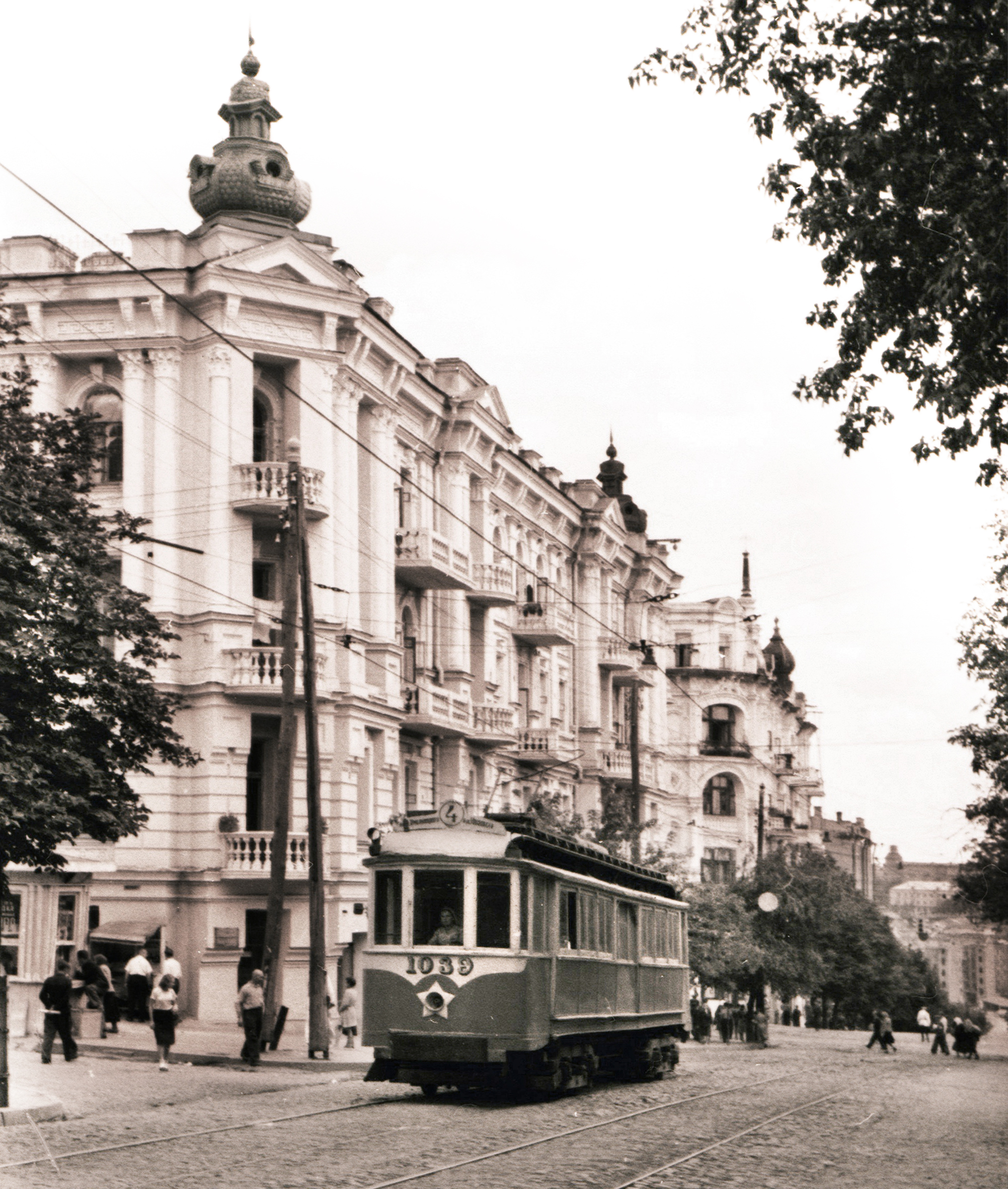
Трамвай № 4, Ярославів Вал, близько 1948 рік
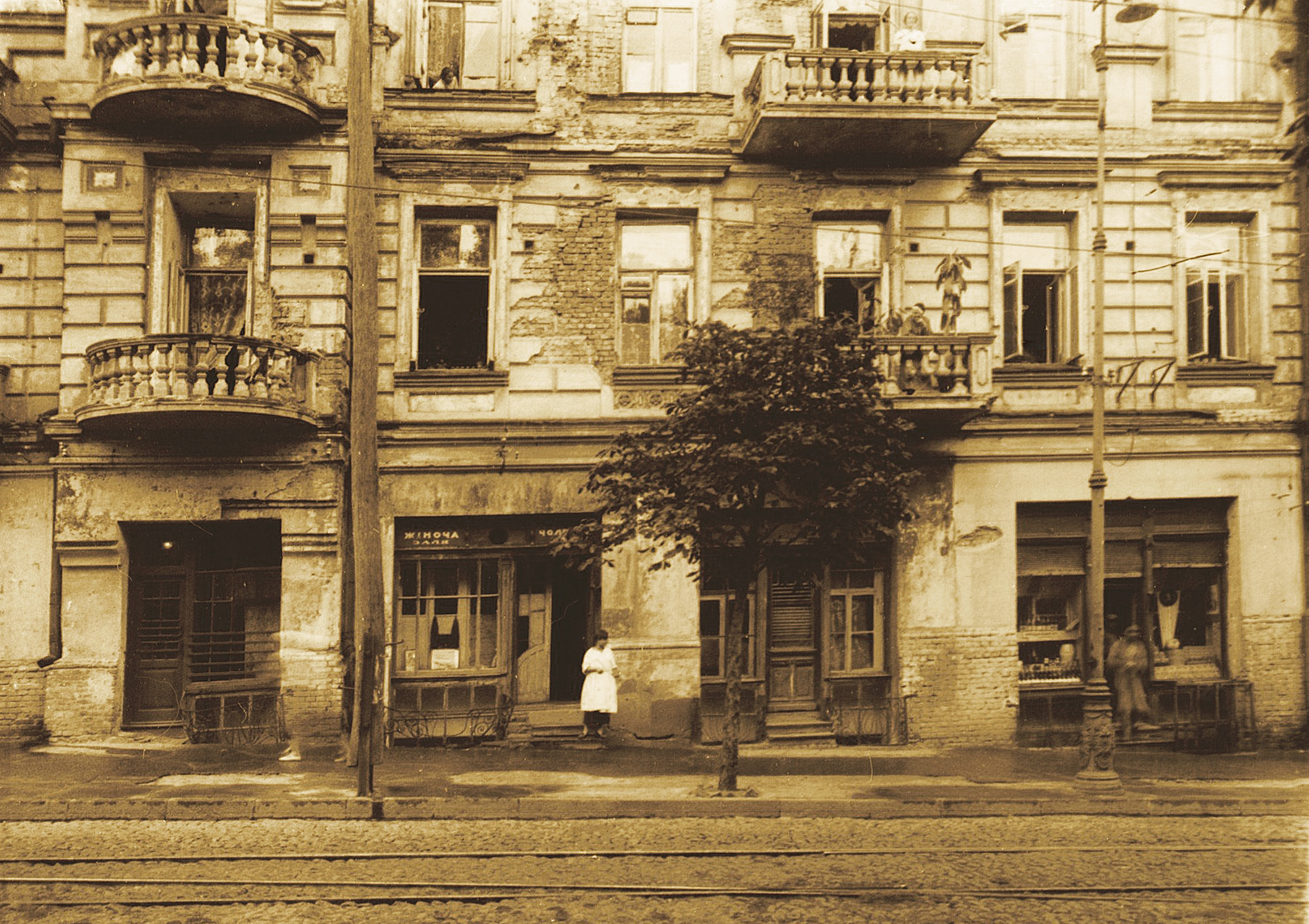
Цирульня і крамниця, Ярославів Вал, 1930-ті

Архітектура
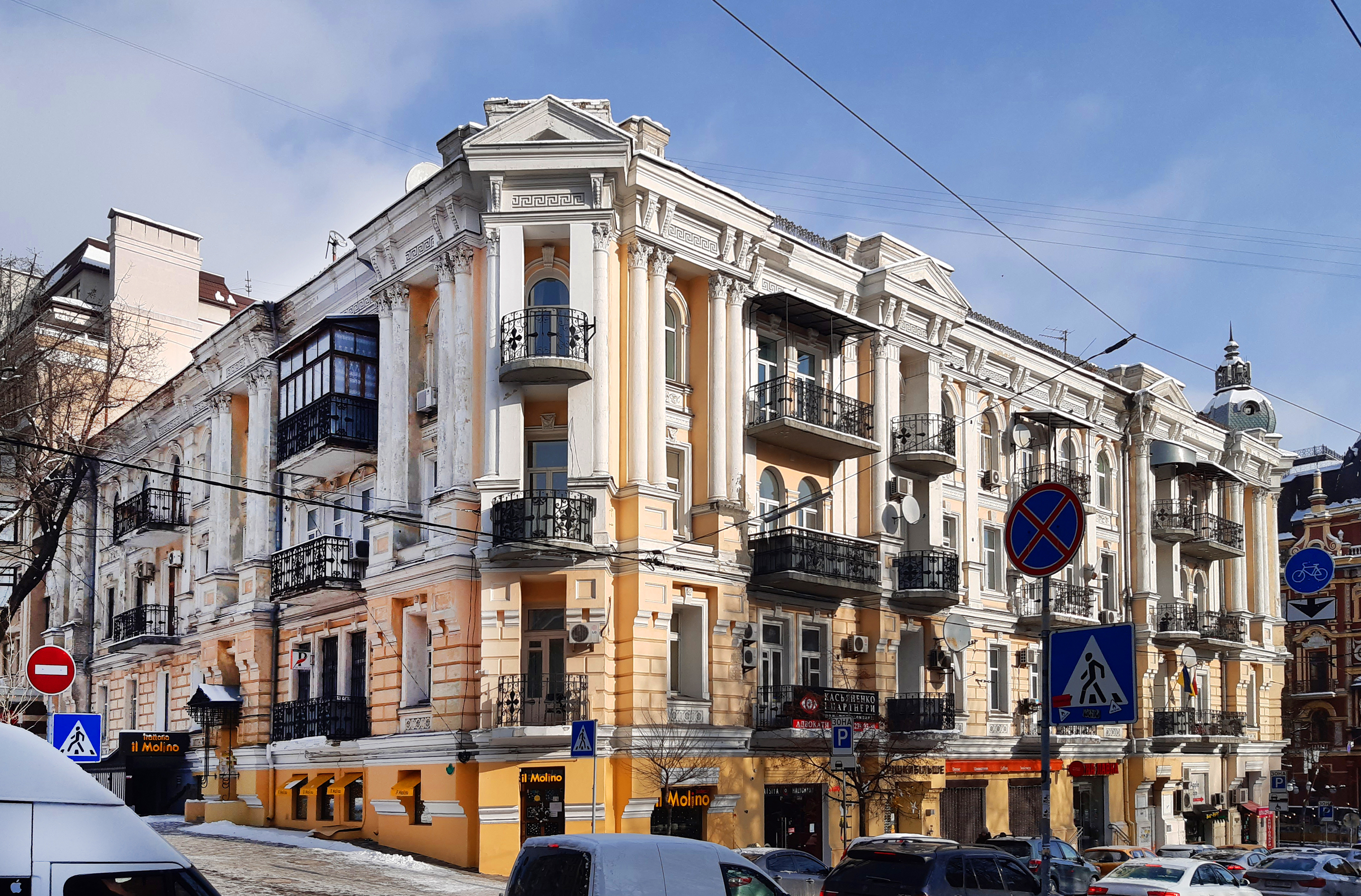
Ріг Ярославова Валу і Золотоворітської вулиці
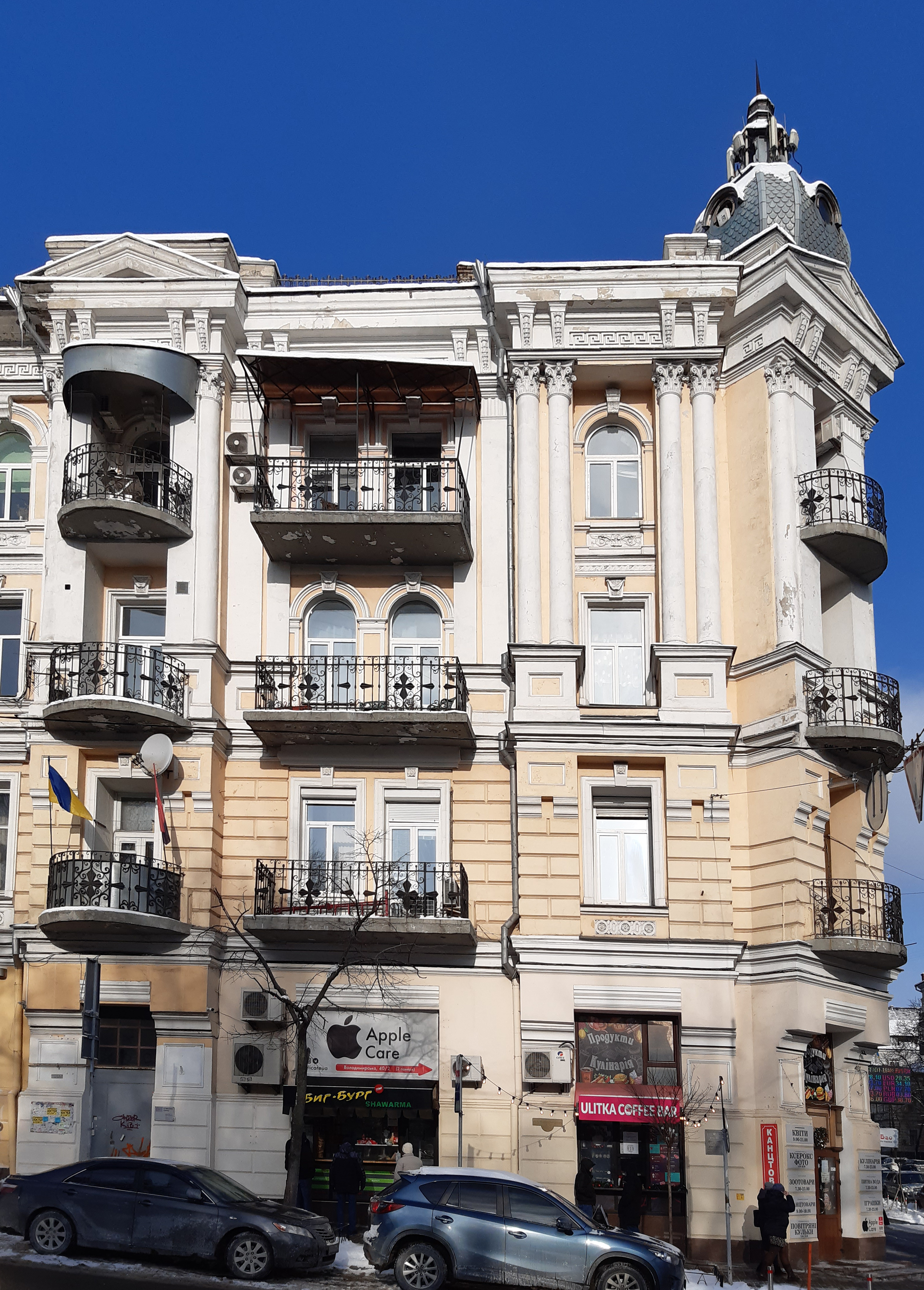
Руст на другому поверсі; колони й пілястри на верхніх. Ярославів Вал
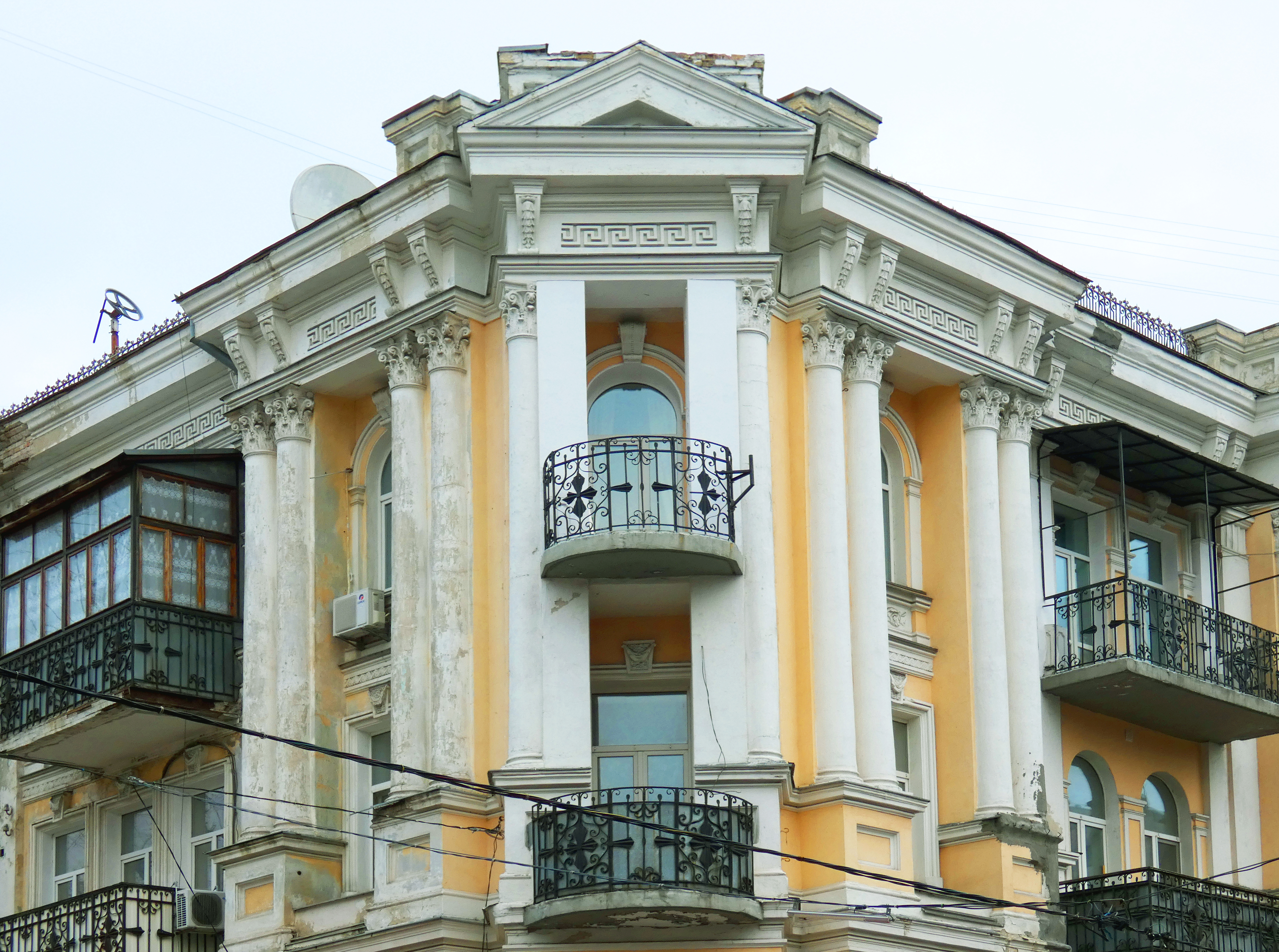
Колони корінфського ордера, меандровий фриз й акантове листя під трикутним фронтоном